# 曹鼐
曹鼐（1402年—1449年），字萬鍾、又字德恆，號恆山，北直隸真定府趙州寧晉縣人，明朝政治人物，狀元及第。正統時累官吏部左侍郎兼翰林院學士，隨駕征瓦剌，於土木之變中遇難。

## 生平
曹鼐是北宋政治家曹利用的後人，生於明建文四年（1402年），少年豪爽，有大志，博覽群書。宣德元年（1426年）順天府鄉試第二名舉人，任代州（今山西代縣）訓導，自請別職，改派江西泰和縣典史。宣德七年（1432年），督工匠至京師，疏乞重考順天鄉試，高居第二。宣德八年（1433年）聯捷癸丑科一甲第一名進士（狀元），初授翰林院修撰。正統元年（1436年），充經筵講官。正統五年（1440年），因楊榮、楊士奇舉薦，進入文淵閣，參預機務。正統十年（1445年），官至吏部左侍郎兼翰林學士。
正統十四年（1449年）隨英宗親征，遇土木堡之變，亂軍中被殺。明景帝繼位後，贈少傅、吏部尚書、文淵閣大學士，諡文襄，任其子曹恩為大理寺評事。英宗復位，加贈太傅，改諡文忠。

## 墓葬
曹鼐墓至今尚存，在宁晋县东王里村，1993年成為河北省文物保護單位。

## 外部連結
- 曹鼐 （页面存档备份，存于） 北京市東城區圖書館

| 官衔        | 官衔                        | 官衔        |
| ----------- | --------------------------- | ----------- |
| 前任： 杨溥 | 明朝内阁首輔 1446年－1449年 | 繼任： 陳循 |